# Clitheroe FC
Clitheroe FC (celým názvem: Clitheroe Football Club) je anglický fotbalový klub, který sídlí ve městě Clitheroe v nemetropolitním hrabství Lancashire. Založen byl v roce 1877 pod názvem Clitheroe Central FC. Od sezóny 2018/19 hraje v Northern Premier League Division One West (8. nejvyšší soutěž). Klubové barvy jsou modrá a bílá.
Své domácí zápasy odehrává na stadionu Shawbridge s kapacitou 2 000 diváků.

## Historické názvy
Zdroj: 
- 1877 – Clitheroe Central FC (Clitheroe Central Football Club)
- 1908 – Clitheroe FC (Clitheroe Football Club)

## Úspěchy v domácích pohárech
Zdroj: 
- FA Cup
  - 3. předkolo: 1959/60, 1965/66, 1967/68
- FA Trophy
  - 1. kolo: 2005/06
- FA Vase
  - Finále: 1995/96

## Umístění v jednotlivých sezonách
Stručný přehled
Zdroj: 
- 1905–1910: Lancashire Combination (Division Two)
- 1925–1947: Lancashire Combination
- 1947–1953: Lancashire Combination (Division One)
- 1953–1958: Lancashire Combination (Division Two)
- 1958–1959: Lancashire Combination (Division One)
- 1959–1960: Lancashire Combination (Division Two)
- 1960–1968: Lancashire Combination (Division One)
- 1968–1982: Lancashire Combination
- 1982–1984: North West Counties League (Division Three)
- 1984–1985: North West Counties League (Division Two)
- 1985–2004: North West Counties League (Division One)
- 2004–2007: Northern Premier League (Division One)
- 2007–2018: Northern Premier League (Division One North)
- 2018– : Northern Premier League (Division One West)

Jednotlivé ročníky
Zdroj: 
Legenda: Z – zápasy, V – výhry, R – remízy, P – porážky, VG – vstřelené góly, OG – obdržené góly, +/− – rozdíl skóre, B – body, červené podbarvení – sestup, zelené podbarvení – postup, fialové podbarvení – reorganizace, změna skupiny či soutěže
| Sezóny  | Liga                                         | Úroveň | Z  | V  | R  | P  | VG | OG | +/− | B  | Pozice |
| ------- | -------------------------------------------- | ------ | -- | -- | -- | -- | -- | -- | --- | -- | ------ |
| 2009/10 | Northern Premier League (Division One North) | 8      | 42 | 18 | 8  | 16 | 72 | 66 | +6  | 62 | 8.     |
| 2010/11 | Northern Premier League (Division One North) | 8      | 44 | 19 | 13 | 12 | 82 | 70 | +12 | 70 | 6.     |
| 2011/12 | Northern Premier League (Division One North) | 8      | 42 | 10 | 8  | 24 | 51 | 76 | −25 | 38 | 19.    |
| 2012/13 | Northern Premier League (Division One North) | 8      | 42 | 21 | 10 | 11 | 66 | 63 | +3  | 73 | 8.     |
| 2013/14 | Northern Premier League (Division One North) | 8      | 42 | 12 | 7  | 23 | 55 | 81 | −26 | 43 | 17.    |
| 2014/15 | Northern Premier League (Division One North) | 8      | 42 | 14 | 10 | 18 | 73 | 81 | −8  | 52 | 13.    |
| 2015/16 | Northern Premier League (Division One North) | 8      | 42 | 22 | 3  | 17 | 90 | 86 | +4  | 69 | 7.     |
| 2016/17 | Northern Premier League (Division One North) | 8      | 42 | 20 | 10 | 12 | 74 | 54 | +20 | 70 | 7.     |
| 2017/18 | Northern Premier League (Division One North) | 8      | 42 | 15 | 6  | 21 | 69 | 79 | -10 | 51 | 12.    |
| 2018/19 | Northern Premier League (Division One West)  | 8      | 38 |    |    |    |    |    |     |    |        |